# قايدو شوستر
قايدو شوستر هو مهندس سويسري، ولد في القرن العشرين.